# Marahoué (rivière)
La Marahoué aussi appelée Bandama rouge est une rivière de Côte d'Ivoire.

## Géographie
Elle prend sa source au sud-ouest de Boundiali dans la région Bagoué du district des Savanes. Elle coule vers le sud et se jette en rive droite du Bandama entre Bouaflé et Yamoussoukro après un parcours d'environ 550 km. Elle donne son nom à la région Marahoué et au Parc national de la Marahoué.

## Affluents
- Le Yani
- Le Béré